# Via Lemovicensis
Via Lemovicensis je ime ene od štirih francoskih romarskih poti sv. Jakoba v Santiago de Compostelo, imenovana po Limogesu in njegovih antičnih prebivalcih, plemenu Lemovici. Pot se pričenja v romansko gotski opatiji sv. Marije Magdalene v Vézelayu, zgrajeni v prvi polovici 12. stoletja, od koder vodi skozi srednjo in jugozahodno Francijo korak za korakom vse do baskovske vasi Ostabat, kjer se združi s potema via Turonensis in via Podiensis. Poleg prvotne poti, ki poteka na začetku skozi mesti Bourges in Châteauroux, obstaja tudi južna različica poti skozi Nevers, slednja se prvotni priključi v kraju Éguzon-Chantôme (departma Indre).

## Potek poti

### Yonne
- Vézelay, opatija sv. Marije Magdelene, začetek poti Via Lemovicensis
- Chamoux
- La Maison-Dieu

### Nièvre
- Asnois
- Tannay
- Cervenon et Thurigny
- Cuncy-lès-Varzy
- Varzy, cerkev sv. Petra
- Champlemy
- Châteauneuf-Val-de-Bargis
- Arbourse
- Murlin
- Raveau
- La Charité-sur-Loire, opatija Notre-Dame de La Charité-sur-Loire

### Cher
- La Chapelle-Montlinard
- Saint-Martin-des-Champs
- Sancergues
- Charentonnay
- Couy
- Gron
- Brécy
- Sainte-Solange
- Bourges, stolnica sv. Štefana
- La Chapelle-Saint-Ursin
- Morthomiers
- Villeneuve-sur-Cher
- Chârost

### Indre
- Issoudun, kolegial Saint-Cyr
- Déols, opatija Notre-Dame de Déols
- Châteauroux, frančiškanska cerkev, cerkev sv. Marcijala
- Velles
- Argenton-sur-Creuse, kapela Notre-Dame-des-Bancs, Bonne-Dame
- Gargilesse-Dampierre, notredamska cerkev
- Cuzion
- Éguzon-Chantôme

### Creuse
- Crozant
- La Chapelle-Baloue
- Lourioux (občina Saint-Germain-Beaupré)
- La Maisonbraud (občina Saint-Germain-Beaupré)
- Saint-Germain-Beaupré
- Saint-Agnant-de-Versillat
- Les Chassagnes (občina Saint-Agnant-de-Versillat)
- Bousseresse (občina La Souterraine)
- La Souterraine

- Saint-Priest-la-Feuille
- La Rebeyrolle (občina Saint-Priest-la-Feuille)
- Le Grand Neyrat (občina Chamborand)
- Bénévent-l'Abbaye
- Marsac
- Les Rorgues (občina Marsac)
- Arrènes
- Saint-Goussaud
- Redondessagne (občina Saint-Goussaud)
- Millemilange (občina Saint-Goussaud)
- Châtelus-le-Marcheix

### Haute-Vienne
- Les Billanges

- Saint-Laurent-les-Églises
- Le Châtenet-en-Dognon
- Lajoumard
- Saint-Léonard-de-Noblat, kolegial Saint-Léonard-de-Noblat
- La Chapelle
- Feytiat
- Limoges, stolnica sv. Štefana
- Aixe-sur-Vienne
- Saint-Martin-le-Vieux
- Flavignac
- Les Cars
- Châlus, gradova Chabrol in Maulmont

### Dordogne
- La Coquille
- Chalais
- Thiviers, notredamska cerkev
- Saint-Jean-de-Côle, cerkev sv. Janeza Krstnika
- Brantôme, opatija
- Sorges, cerkev sv. Germana
- Cornille
- Périgueux, stolnica sv. Fronta
- Chancelade, opatija
- Campsegret
- Lembras, cerkev sv. Janeza Krstnika
- Bergerac, cerkev sv. Jakoba
- Saint-Laurent-des-Vignes, cerkev sv. Martina
- Sigoulès, cerkev sv. Jakoba

- Eymet

### Lot-et-Garonne
- La Sauvetat-du-Dropt
- Duras, vojvodski grad

### Gironde
- Sainte-Foy-la-Grande
- Pellegrue
- Saint-Ferme
- Monségur, bastida iz 13. stoletja
- Roquebrune
- Saint-Hilaire-de-la-Noaille
- La Réole, cerkev sv. Petra

- Floudès
- Puybarban
- Pondaurat
- Savignac
- Auros
- Bazas, gotska katedrala sv. Janeza Krstnika
- Cudos
- Bernos-Beaulac
- Captieux

### Landes
- Retjons, kapela Lugaut
- Roquefort
- Bostens, Marijina cerkev iz 12. stoletja
- Gaillères
- Bougue

- Mont-de-Marsan, cerkev Marije Magdalene
- Saint Pierre-du-Mont, župnijska cerkev sv. Petra
- Benquet, cerkev Saint-Christau iz 11. stoletja, cerkev sv. Janeza krstnika iz letza 1885
- Saint-Sever, opatija sv. Severja, samostan jakobincev
- Audignon, romanska cerkev Notre-Dame d'Audignon
- Horsarrieu
- Hagetmau, grobnica sv. Geroncija iz 12. stoletja
- Labastide-Chalosse
- Argelos
- Beyries

varianta med Bazasom in Mont-de-Marsanom:
- Bazas
- Lencouacq
- Cachen
- Maillères
- Canenx-et-Réaut
- Lucbardez-et-Bargues
- Saint Avit
- Mont-de-Marsan

### Pyrénées-Atlantiques
- Sault-de-Navailles
- Sallespisse
- Orthez
- L'Hôpital-d'Orion
- Sauveterre-de-Béarn, cerkev sv. Andreja z mostom
- Ostabat.

V Ostabatu se Via Lemovicensis (Vézelay, Limoges) združi s potmi Podiensis (Le Puy) in Turonensis (Pariz, Tours). Skupna pot se nadaljuje skozi kraje:
- Arros
- Saint Jean-le-Vieux
- Saint-Jean-Pied-de-Port

Na ozemlju slednje občine pot prečka francosko-špansko mejo col de Roncevaux. Od tukaj se pot nadaljuje po Španiji vse do Puente la Reina pod imenom Camino navarro, kjer se združi s četrto potjo, ki prihaja iz Francije, via Tolosane (Arles, Toulouse). Skupna pot, imenovana Camino francés, pelje po severnih španskih pokrajinah in se končuje pri katedrali v Santiagu de Composteli.

## Varianta od Vézelaya skozi Nevers

### Yonne
- Vézelay
- Pierre-Perthuis

### Nièvre
- Bazoches, kapela sv. Roka
- Lormes
- Corbigny, benediktinska opatija sv. Leonarda
- Saint-Révérien, cerkev sv. Reverijana
- Prémery
- Raveau, cerkev sv. Gila iz 11. stoletja
- Nevers, Neverska stolnica, cerkev sv. Štefana, samostan sv. Gildarda, vojvodska palača
- Saint-Pierre-le-Moûtier

### Allier
- Lurcy-Lévis

### Cher
- Charenton-du-Cher
- Saint-Amand-Montrond, cerkev sv. Amanda
- Bruère-Allichamps, opatija Noirlac (1136)
- Meillant, grad
- Le Châtelet opatijska cerkev Puyferrand
- Châteaumeillant opatijska cerkev Saint-Genès

### Indre
- La Châtre
- Nohant-Vic
- Varennes-sur-Fouzon, opatija
- Neuvy-Saint-Sépulchre cerkev Saint-Sépulcre
- Cluis, cerkev Saint Etienne-Saint Paxent
- Éguzon-Chantôme